# 戈羅卡縣
6°04′56″S 145°23′25″E / 6.08232°S 145.39030°E
戈羅卡縣（英語：Goroka District），是巴布亞新畿內亞的縣份之一，位於新畿內亞島東部，由東高地省負責管轄，首府設於戈羅卡，面積296平方公里，2011年人口103,396，人口密度每平方公里350人。